# Bucklebury
Bucklebury – wieś w Anglii, w hrabstwie ceremonialnym Berkshire, w dystrykcie (unitary authority) West Berkshire. Leży nad rzeką Pang, 17 km na zachód od centrum miasta Reading i 76 km na zachód od centrum Londynu. W 2001 miejscowość liczyła 2066 mieszkańców.